# サンドナイツがプロ野球選手だけの居酒屋はじめました
『サンドナイツがプロ野球選手だけの居酒屋はじめました』（サンドナイツがプロやきゅうせんしゅだけのいざかやはじめました）はテレビ東京系列ほかで2023年1月6日（1月5日深夜）から同年3月24日（3月23日深夜）まで放送されたトークと再現ドラマで構成するプロ野球のバラエティードラマ番組である。

## 概要
サンドウィッチマンとナイツの野球通で知られるタレント2組・4人が、プロ野球を専門に扱う居酒屋を3か月後に開店しようとすることになったが、なかなかメニューが決まらない。そこで、店主である塙宣之は、思い切ってプロ野球選手の経験者を毎回呼び寄せて、その選手の思い出のメニューについて再現しようと提案する。この番組では実際にその元プロ野球選手をゲストに招き、選手時代に食べた思い出のレシピを紹介してもらい、それにまつわるエピソードを再現ドラマを交えて振り返っていく。

## 出演者
- サンドウィッチマン（伊達みきお・富澤たけし）
- ナイツ（塙宣之・土屋伸之）
- 瀬戸利樹（再現ドラマ）

### ゲスト[1]
1. 佐々木主浩（元：横浜ベイスターズ・シアトルマリナーズ投手　現：TBSテレビ・ニッポン放送野球解説者）（前）
2. 同上（後）
3. 大久保博元（元：西武ライオンズ・読売ジャイアンツ捕手　現：読売ジャイアンツ1軍打撃コーチ）
4. 今江敏晃（元：千葉ロッテマリーンズ・東北楽天ゴールデンイーグルス内野手　現：東北楽天ゴールデンイーグルス2軍打撃コーチ）
5. 星野伸之（元：阪急・オリックスブレーブス→オリックス・ブルーウェーブ投手　現：関西テレビ放送・J SPORTS野球解説者）
6. 八重樫幸雄（元：ヤクルトスワローズ捕手）
7. 山崎武司（元：中日ドラゴンズ・東北楽天ゴールデンイーグルス・オリックス・バファローズ内野手・外野手　現：野球評論家）
8. 篠塚和典（元：読売ジャイアンツ内野手　現：日本テレビ放送網野球解説者）
9. 掛布雅之（元：阪神タイガース内野手　現：野球評論家）
10. 武田一浩（元：日本ハムファイターズ・福岡ダイエーホークス・中日ドラゴンズ・読売ジャイアンツ投手　現：NHK野球解説者）
11. 正田耕三（元：広島東洋カープ内野手）
12. 田尾安志（元：中日ドラゴンズ・西武ライオンズ・阪神タイガース内野手・外野手　現：野球評論家）

## スタッフ
- 監督 - 肥後智一、吉田萌海、日比野大輔
- 脚本 - デーブ八坂
- 演出 - 小林浩太郎
- プロデューサー - 角田康治（テレビ東京　制作局クリエイティブ制作チーム）、中西研二（MMJ）
- 製作 - テレビ東京

## 放送局
| 放送期間                                      | 放送時間                            | 放送局       | 対象地域   | 備考 |
| --------------------------------------------- | ----------------------------------- | ------------ | ---------- | --- |
| 2023年1月6日 - 3月24日                        | 金曜 1:00 - 1:30（木曜深夜）        | テレビ東京   | 関東広域圏 | 制作局 |
|                                               |                                     | テレビ北海道 | 北海道     | |
|                                               |                                     | TVQ九州放送  | 福岡県     | |
| 2023年1月10日 - 3月28日                       | 火曜 1:35 - 2:05（月曜深夜）        | テレビ大阪   | 大阪府     | |
| 2023年1月25日 - 4月12日                       | 水曜 1:28 - 1:58（火曜深夜）        | IBC岩手放送  | 岩手県     | |
| 2023年3月5日 - 4月23日 2023年4月30日 - 6月4日 | 日曜 6:30 - 7:00 日曜 16:55 - 17:25 | 秋田放送     | 秋田県     | 日曜 6:30 - 7:00は『日本のチカラ』を放送しているため、2023年4月30日から6月4日までは放送日時を日曜 16:55 - 17:25に変更 |